# 當真Ami
當真Ami，又譯當真亞美（日语：／ Tōma Ami；2006年11月2日—），是日本女演員，出身自沖繩縣。Dine and indy旗下藝人。

## 作品列表

### 電視劇
- 妻子變成小學生。（2022年1月21日－3月25日，TBS）：飾演 出雲凜音
- OLD ROOKIE 第5集（2022年7月31日，TBS）：飾演 三咲麻有
- 靈媒偵探·城塚翡翠 第3集（2022年10月30日，日本電視台）：飾演 藤間菜月
- Get Ready!（2023年1月8日－3月12日，TBS）：飾演 嶋崎水面
- 爸爸和小夏的便當（2023年1月16日，日本電視台）：飾演 遠山千夏
- 大奧「8代・德川吉宗×水野祐之進篇」第9集、最終話（2023年3月7日、14日，NHK）：飾演 龍
- 大河劇 怎麼辦家康（2023年，NHK）：飾演 龜姬
- 最好的老師（2023年7月15日－9月23日，日本電視台）：飾演 東風谷葵
- 僕の手を売ります（2023年10月27日，富士電視台）：飾演 大桑丸子
- 再見指揮家～父親和我的熱情～（2024年1月14日－3月17日，TBS）：飾演 谷崎天音
- ケの日のケケケ （ke之日的kekeke)電視劇創意大賞作品SP（2024年3月26日，NHK）：飾演 片瀨天音，首次擔任主演，是一個五感十分靈敏的十五歲高中生。
- 最終看到的街道（2024年9月21日，朝日電視台）：飾演 田宮信子
- 花牌情緣－めぐり－（2025年7月－，日本電視台）：飾演 藍沢めぐる（主演）

### 動畫電影
- 鏡之孤城（2022年12月23日）：飾演 安西心，主演
- 綻放的巴黎之星（2026年3月13日）：飾演 フジコ，主演[1]

### 電影
- 若水沿流、落於海（2023年6月9日）：飾演 泉谷楓
- 忌怪島（2023年6月16日）：飾演
- おいしくて泣くとき（2025年4月4日）：飾演 新井夕花

## 外部連結
- 經紀公司官方網站（日語）
- 當真Ami的X（前Twitter）
- 當真Ami的Instagram帳戶

1. ↑  . Comic Natalie. 2025-08-08  [2025-08-08] （日语）.